# Cantón de Saint-Lizier
El cantón de Saint-Lizier era una división administrativa francesa, que estaba situada en el departamento de Ariège y la región de Mediodía-Pirineos.

## Composición
El cantón estaba formado por dieciséis comunas:
- Betchat
- Caumont
- Cazavet
- Gajan
- La Bastide-du-Salat
- Lacave
- Lorp-Sentaraille
- Mauvezin-de-Prat
- Mercenac
- Montesquieu-Avantès
- Montgauch
- Montjoie-en-Couserans
- Prat-Bonrepaux
- Saint-Lizier
- Taurignan-Castet
- Taurignan-Vieux

## Supresión del cantón de Saint-Lizier
En aplicación del Decreto n.º 2014-174 de 18 de febrero de 2014, el cantón de Saint-Lizier fue suprimido el 22 de marzo de 2015 y sus 16 comunas pasaron a formar parte del nuevo cantón de Puertas de Couserans.